# Ideopsis glaphyra
Ideopsis glaphyra är en fjärilsart som beskrevs av Moore 1883. Ideopsis glaphyra ingår i släktet Ideopsis och familjen praktfjärilar. Inga underarter finns listade i Catalogue of Life.